# Серидо-Ориентал (микрорегион)

Серидо-Ориентал на карте.

Серидо-Ориентал (порт. Microrregião do Seridó Oriental) — микрорегион в Бразилии, входит в штат Риу-Гранди-ду-Норти. Составная часть мезорегиона Центр штата Риу-Гранди-ду-Норти. Население составляет 	118 828	 человек (на 2010 год). Площадь — 	3777,208	 км². Плотность населения — 	31,46	 чел./км².

## Демография
Согласно сведениям, собранным в ходе переписи 2010 г. Национальным институтом географии и статистики (IBGE), население микрорегиона составляет:						
| Полное население                             | Полное население                             | Полное население                             | Полное население                             | 118 828 |
| -------------------------------------------- | -------------------------------------------- | -------------------------------------------- | -------------------------------------------- | ------- |
| в том числе:                                 | Городское население                          | 99 170                                       | Процент городского населения, %              | 83,46   |
|                                              | Сельское население                           | 19 658                                       | Процент сельского населения, %               | 16,54   |
|                                              | Мужское население                            | 57 909                                       | Процент мужского населения, %                | 48,73   |
|                                              | Женское население                            | 60 919                                       | Процент женского населения, %                | 51,27   |
| Плотность населения, чел/км²                 | Плотность населения, чел/км²                 | Плотность населения, чел/км²                 | Плотность населения, чел/км²                 | 31,46   |
| Население микрорегиона в % к населению штата | Население микрорегиона в % к населению штата | Население микрорегиона в % к населению штата | Население микрорегиона в % к населению штата | 3,75    |

## Статистика
- Валовой внутренний продукт на 2003 год составляет 316 659 116,00 реалов (данные: Бразильский институт географии и статистики).
- Валовой внутренний продукт на душу населения на 2003 год составляет 2717,59 реалов (данные: Бразильский институт географии и статистики).
- Индекс развития человеческого потенциала на 2000 год составляет 0,714 (данные: Программа развития ООН).

## Состав микрорегиона
В составе микрорегиона включены следующие муниципалитеты:
1. Акари
2. Карнауба-дус-Дантас
3. Крузета
4. Куррайс-Новус
5. Экуадор
6. Жардин-ду-Серидо
7. Ору-Бранку
8. Парельяс
9. Сантана-ду-Серидо
10. Сан-Жозе-ду-Серидо